# Monster Games
A Monster Games, Inc. amerikai videójáték-fejlesztő cég, amely versenyjátékok készítésére specializálódott. A cég a független korszaka alatt a Nintendo megbízásából több játékot is átírt a cég kézikonzoljaira. A vállalatot 1996-ban alapították Northfieldben, 2022-ben felvásárolta a céget az iRacing.com Motorsport Simulations.

## Videójátékai
| Év   | Cím                                                       | Platform                                             | Kiadó                              |
| ---- | --------------------------------------------------------- | ---------------------------------------------------- | ---------------------------------- |
| 1998 | Viper Racing                                              | Microsoft Windows                                    | Sierra On-Line                     |
| 2000 | NASCAR Heat                                               | Microsoft Windows PlayStation                        | Hasbro Interactive                 |
| 2001 | NASCAR Heat 2002                                          | PlayStation 2 Xbox                                   | Infogrames                         |
| 2002 | NASCAR: Dirt to Daytona                                   | GameCube PlayStation 2                               | Infogrames                         |
| 2004 | Driven to Destruction                                     | PlayStation 2 Xbox                                   | Atari                              |
| 2006 | Excite Truck                                              | Wii                                                  | Nintendo                           |
| 2009 | Excitebots: Trick Racing                                  | Wii                                                  | Nintendo                           |
| 2009 | Excitebike: World Challenge                               | WiiWare                                              | Nintendo                           |
| 2011 | Pilotwings Resort                                         | Nintendo 3DS                                         | Nintendo                           |
| 2013 | Donkey Kong Country Returns 3D                            | Nintendo 3DS                                         | Nintendo                           |
| 2014 | Donkey Kong Country: Tropical Freeze (a Retro Studioszal) | Wii U                                                | Nintendo                           |
| 2015 | Xenoblade Chronicles 3D                                   | New Nintendo 3DS                                     | Nintendo                           |
| 2016 | NASCAR Heat Evolution                                     | Microsoft Windows PlayStation 4 Xbox One             | Dusenberry Martin Racing           |
| 2017 | NASCAR Heat 2                                             | Microsoft Windows PlayStation 4 Xbox One             | 704Games                           |
| 2018 | NASCAR Heat 3                                             | Microsoft Windows PlayStation 4 Xbox One             | 704Games                           |
| 2019 | NASCAR Heat 4                                             | Microsoft Windows PlayStation 4 Xbox One             | 704Games                           |
| 2020 | Tony Stewart’s Sprint Car Racing                          | Microsoft Windows PlayStation 4 Xbox One             | Monster Games                      |
| 2020 | Tony Stewart’s All American Racing                        | Microsoft Windows PlayStation 4 Xbox One             | Monster Games                      |
| 2021 | SRX: The Game                                             | Microsoft Windows PlayStation 4 Xbox One             | GameMill Entertainment             |
| 2022 | World of Outlaws: Dirt Racing                             | PlayStation 4 PlayStation 5 Xbox One Xbox Series X/S | iRacing.com Motorsport Simulations |
| 2023 | World of Outlaws: Dirt Racing                             | Nintendo Switch                                      | iRacing.com Motorsport Simulations |
| 2024 | World of Outlaws: Dirt Racing 24                          | PlayStation 4 PlayStation 5 Xbox One Xbox Series X/S | iRacing.com Motorsport Simulations |
| 2025 | World of Outlaws: Dirt Racing 24                          | Microsoft Windows                                    | iRacing.com Motorsport Simulations |